# Benedikt Heuckmann
Benedikt Heuckmann (* 1989) ist ein deutscher Biologiedidaktiker und Hochschullehrer. Seine Forschungstätigkeiten umfassen Gelingensbedingungen und Kompetenzen von Lernenden und Lehrenden im Umgang mit Unsicherheit und Ungewissheit sowie Risiko unter Berücksichtigung neuer Möglichkeiten durch digitale Tools. Schwerpunkte liegen dabei auf Computersimulationen und Überzeugungen von Lehrkräften im Kontext der Gesundheitsforschung.

## Leben
Heuckmann wuchs in Ennigerloh auf und erlangte am Thomas-Morus-Gymnasium Oelde die allgemeine Hochschulreife. Er studierte an der Universität Münster die Fächer Biologie, Geographie und didaktische Grundlagen der Mathematik für das Lehramt. 2014 erlangte er das Zweite Staatsexamen. Zwischen 2014 und 2019 war Heuckmann als wissenschaftlicher Mitarbeiter am Zentrum für Didaktik der Biologie der Universität Münster beschäftigt und absolvierte das Promotionsstudium in Didaktik der Biologie, Psychologie und Erziehungswissenschaften. Im Sommer 2020 erlangte er die Doktorwürde. In Anerkennung seiner besonders herausragenden Dissertation wurde er 2021 mit dem Nachwuchspreis der Fachsektion Didaktik der Biologie (FDdB) im Verband Biologie, Biowissenschaften und Biomedizin Deutschland (VBIO) ausgezeichnet.
Im Jahr 2020 wechselte Heuckmann als Postdoc ans Institut für Didaktik der Naturwissenschaften (IDN) der Gottfried Wilhelm Leibniz Universität Hannover, wo er 2021 als Junior-Fellow ins Kolleg:Didaktik digital der Joachim Herz Stiftung aufgenommen wurde. Im April 2022 wurde Heuckmann zum Sprecher des AK Schulbiologie im VBIO gewählt.
Zwischen 2021 und 2022 vertrat Heuckmann die Professur für Biologie und ihre Didaktik an der Universität Trier, bevor er Anfang 2022 einen Ruf auf eine Juniorprofessur für Didaktik der Biologie an der Universität Münster annahm. Im Oktober 2023 wurde er zum Universitätsprofessor für Didaktik der Biologie an der Universität Münster ernannt. 2025 erhielt er den Fakultätenpreis des Ars legendi-Preises für exzellente Hochschullehre.